# Rokszyce (powiat piotrkowski)
Rokszyce (dawn. Rokszyce Pierwsze) – wieś w Polsce położona w województwie łódzkim, w powiecie piotrkowskim, w gminie Wola Krzysztoporska.
Wg zapisu z 20 lutego 1884 właścicielem majątku Rokszyce byli Romuald Walenty Gogolewski i jego żona Julianna Teofila Kalinowska.
W latach 1975–1998 miejscowość należała administracyjnie do województwa piotrkowskiego.

## Zabytki
Według rejestru zabytków Narodowego Instytutu Dziedzictwa na listę zabytków wpisane są obiekty:
- zespół dworski, po 1875, nr rej.: 390 z 24.05.1988:
  - dwór
  - park